# Andrena basimacula
Andrena basimacula är en biart som beskrevs av Johann Dietrich Alfken 1929. Andrena basimacula ingår i släktet sandbin, och familjen grävbin. Inga underarter finns listade i Catalogue of Life.